# René Číp
René Číp (* 10. prosince 1974) je český politik, v letech 2013 až 2017 poslanec Poslanecké sněmovny PČR, v letech 2010 až 2018 zastupitel městského obvodu Ostrava-Poruba a člen KSČM.

## Život
Živí se jako lektor vzdělávacích projektů.
René Číp žije v Ostravě.

## Politické působení
Je členem KSČM. Do politiky vstoupil, když byl v komunálních volbách v roce 2010 zvolen za KSČM do Zastupitelstva Městského obvodu Ostrava-Poruba. Zároveň se stal v tomto obvodu členem Finančního výboru a Komise bytové, bytového fondu a jeho privatizace. Ve stejných volbách kandidoval i do Zastupitelstva města Ostravy, ale neuspěl.
Ve volbách do Poslanecké sněmovny PČR v roce 2013 kandidoval na třetím místě kandidátky KSČM v Moravskoslezském kraji a byl zvolen poslancem. Vlivem preferenčních hlasů sice skončil na čtvrtém místě, ale vzhledem k zisku čtyř mandátů pro KSČM v Moravskoslezském kraji to na vstup do Sněmovny ještě stačilo.
V komunálních volbách v roce 2014 kandidoval za KSČM do Zastupitelstva města Ostravy, ale neuspěl. Obhájil však post zastupitele Městského obvodu Ostrava-Poruba. Funkci zastával do voleb v roce 2018, kdy již s obhajobou neuspěl.
Ve volbách do Poslanecké sněmovny PČR v roce 2017 obhajoval svůj poslanecký mandát za KSČM v Moravskoslezském kraji, ale neuspěl.
Ve volbách do Senátu PČR v roce 2018 kandidoval za KSČM v obvodu č. 71 – Ostrava-město. Se ziskem 8,13 % hlasů skončil na 5. místě.
Ve volbách do Evropského parlamentu v květnu 2019 kandidoval na 27. místě kandidátky KSČM, ale nebyl zvolen.